# 东航武汉公司
中国东方航空武汉有限责任公司（简称：东航武汉公司），是东航旗下具有独立法人资格的子公司，成立于2002年8月18日，由中国东方航空股份有限公司、武汉市国资委，武汉高科，上海均瑶集团等，共同出资组建，公司注册资本金为6亿元。其前身是成立于1986年的武汉航空公司。2012年4月，中国东方航空集团与湖北省武汉市人民政府成功签署战略合作协议，双方共同出资17.5亿元，对东航武汉公司实施增资扩股。
公司现拥有34架飛機。

## 通航城市
合肥、北京、重庆、福州、厦门、兰州、广州、深圳、桂林、南宁、贵阳、海口、三亚、石家庄、郑州、哈尔滨、恩施、武汉、长春、连云港、南京、无锡、南昌、大连、沈阳、格尔木、西宁、济南、青岛、太原、西安、上海、成都、天津、昆明、迪庆、杭州、宁波、台北、高雄
（不包括東航總公司及东航其它分公司航點）

## 機隊

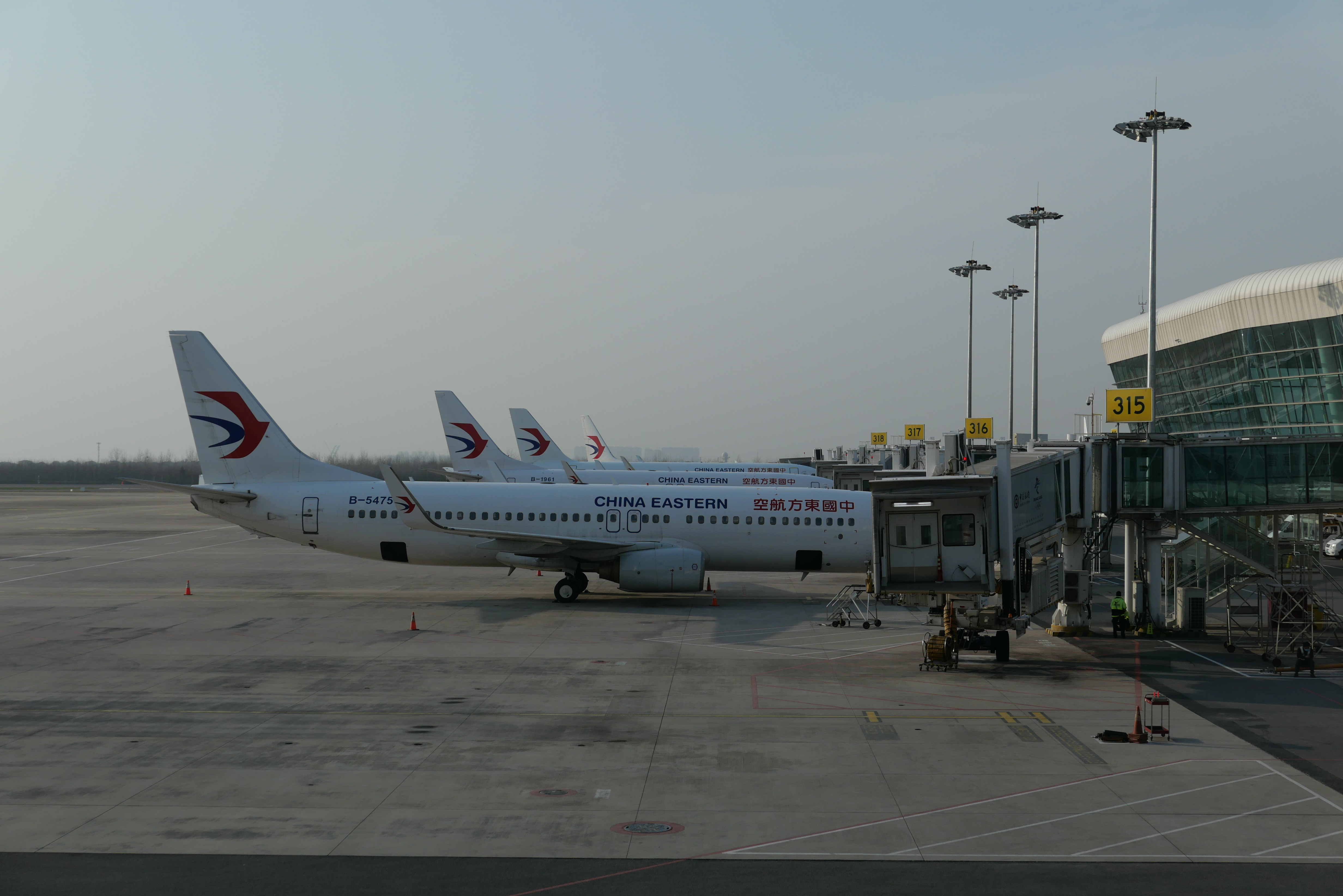
东航武汉公司的新涂装波音737客机停靠于武汉天河机场3号航站楼

- 波音B737-800  34架